# Hammam Daout Pacha
Le Hammam Daout Pacha (en macédonien Даут-пашин амам) est un ancien hammam de Skopje, capitale de la Macédoine du Nord. Il se trouve à l'entrée du vieux bazar. Il a été construit entre 1468 et 1497, la date précise étant inconnue. 

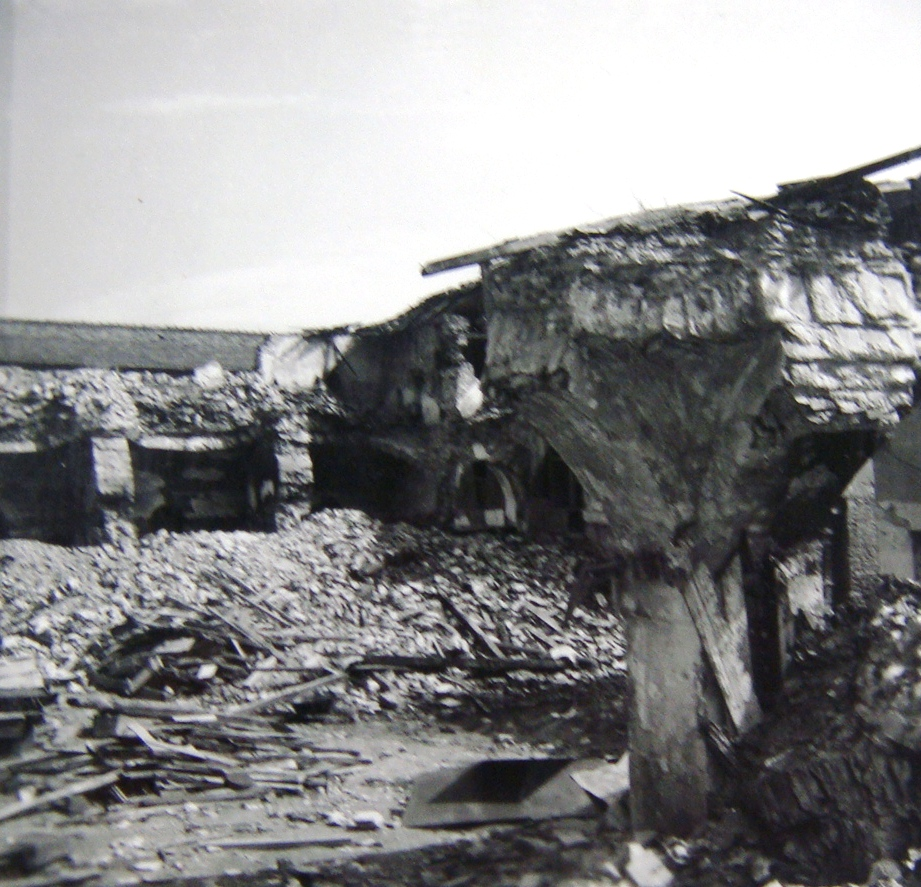
La destruction du bain après le tremblement de terre de Skopje en 1963.

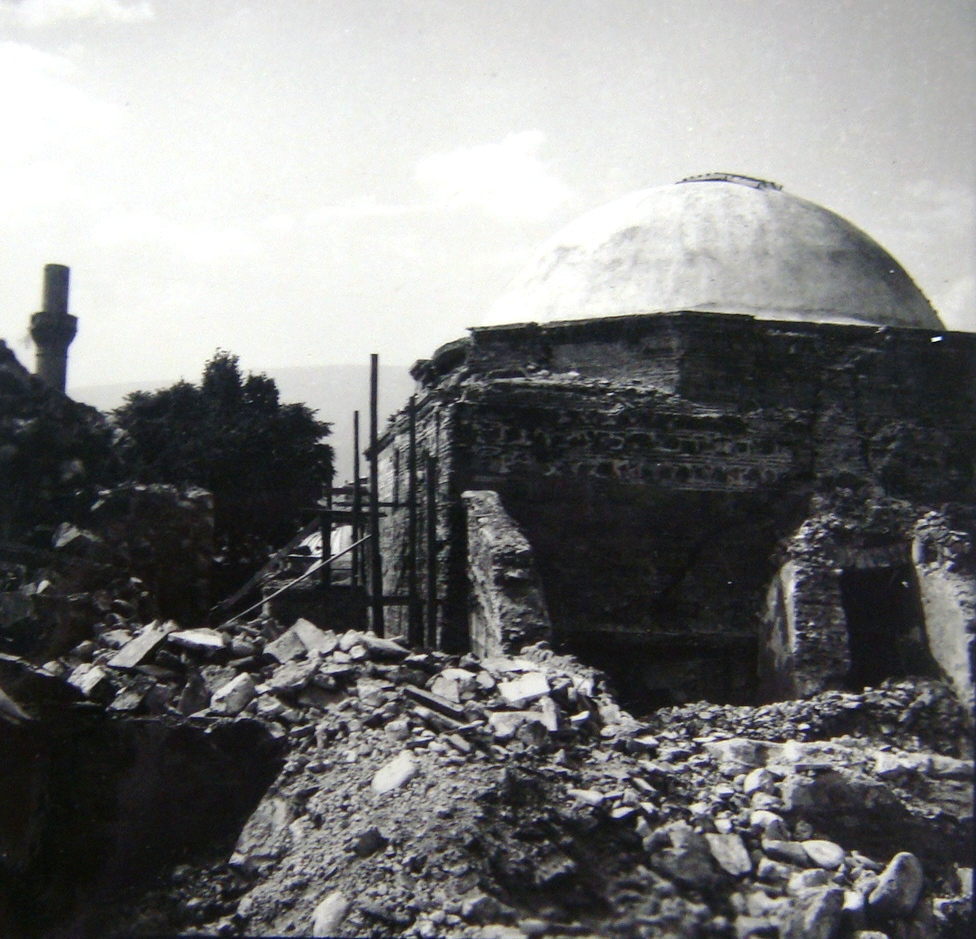
La destruction du bain après le tremblement de terre de Skopje en 1963.

Il s'agit d'un hammam double, c'est-à-dire composé de deux parties identiques, l'une réservée aux hommes, l'autre aux femmes. L'ensemble compte douze salles, et celles-ci étaient organisées entre vestibules, salles chaudes et salles de bain. Le monument est couvert de plusieurs coupoles de différentes tailles. Certaines salles ont gardé quelques ornements, comme des stalactites sculptées ou des reliefs floraux.
Le hammam a traversé deux tremblements de terre, plusieurs guerres et un incendie, et on ne sait pas quand exactement il a perdu sa fonction originelle. Avant les rénovations conduites en 1935 et 1936, il servait d'atelier. Depuis 1948, il abrite le siège et des collections de la Galerie nationale de Macédoine.